# Norman Fucking Rockwell!
Norman Fucking Rockwell! är ett musikalbum av Lana Del Rey som utgavs i augusti 2019. Det utkom i formaten CD, dubbel-LP och kassett och vissa utgåvor gavs ut med den förkortade titeln NFR!. Skivbolaget är Interscope Records eller Polydor beroende på världsdel. Det producerades till stor del av henne själv och Jack Antonoff. Två av albumets låtar gavs ut som singlar redan i september 2018, "Mariners Apartment Complex" och "Venice Bitch". Det var även i samband med detta albumet offentliggjordes. I januari 2019 gavs dess tredje singel ut, "Hope Is a Dangerous Thing for a Woman Like Me to Have – but I Have It". Albumets namn kommer från den kända amerikanska målaren och illustratören Norman Rockwell. 
Albumet fick bra recensioner från kritiker. I samband med att albumet gavs ut berättade Del Rey att titeln för hennes nästa album var Chemtrails over the Country Club och att det planerades att ges ut 2020.

## Låtlista
1. "Norman Fucking Rockwell"
2. "Mariners Apartment Complex"
3. "Venice Bitch"
4. "Fuck It I Love You"
5. "Doin' Time"
6. "Love Song"
7. "Cinnamon Girl"
8. "How to Disappear"
9. "California"
10. "The Next Best American Record"
11. "The Greatest"
12. "Bartender"
13. "Happiness Is a Butterfly"
14. "Hope Is a Dangerous Thing for a Woman Like Me to Have – but I Have It"